# Matra MS84

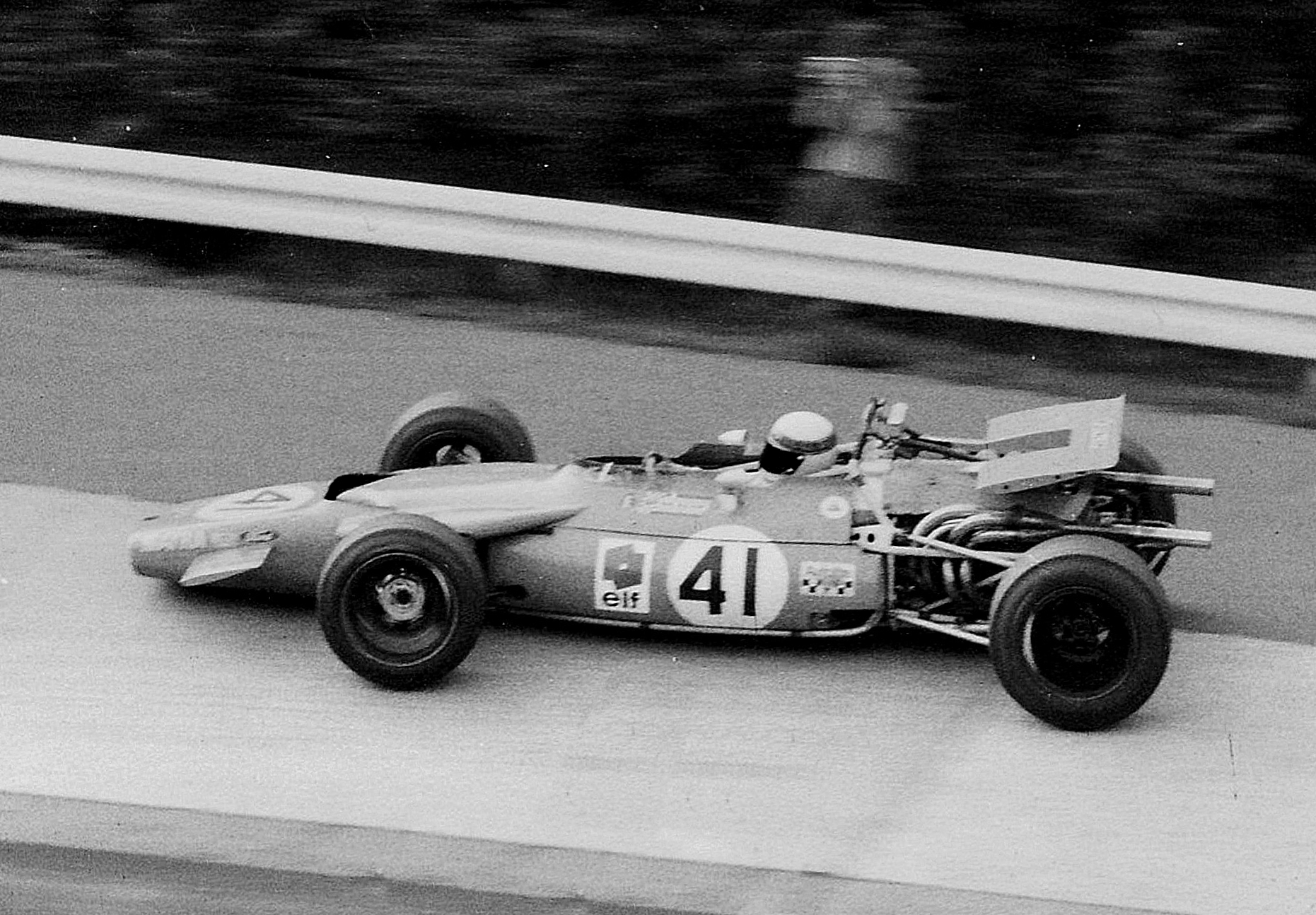
Jackie Stewart 1969 beim Training zum Großen Preis von Deutschland im Matra MS84 eingangs Karussell

Der Matra MS84 war ein Allrad-Formel-1-Rennwagen, der 1969 bei Matra gebaut und von Tyrrell sporadisch in der Weltmeisterschaft eingesetzt wurde.
1969 brach in der Formel 1 das große Experimentieren mit Allradantrieb-Monopostos aus. Neben Lotus, wo der 63 entwickelt wurde, befassten sich auch McLaren und der Motorenbauer Cosworth mit dieser Technologie. Matra wollte dieser Entwicklung nicht nachstehen und so entstand in den französischen Werkshallen der MS84.
Der Wagen hatte einen Gitterrohrrahmen, den 8-Zylinder-DFV-Motor von Cosworth und ein um 180 Grad gedrehtes Getriebe. Der Vierradantrieb stammte von Ferguson Research, die Kraftverteilung auf die Vorder- und Hinterräder war variabel und betrug zu Beginn der Testfahrten 25 Prozent vorne und 75 Prozent hinten. Am Ende der Saison wurde nur mehr der Hinterradantrieb verwendet. Der Wagen war mit 595 kg um 60 kg schwerer als der im selben Jahr eingesetzte MS80.
Der erste Renneinsatz war für den Großen Preis der Niederlande in Zandvoort geplant, aber als Jackie Stewart im Training mit dem MS80 um zwei Sekunden schneller war, wurde auf einen Einsatz des MS84 aus verständlichen Gründen verzichtet. Stewart fuhr den Wagen in jedem Training der laufenden Saison, entschied sich aber jedes Mal für den MS80 als Fahrzeug für den Renneinsatz. Das Debütrennen für den MS84 fuhr Jean-Pierre Beltoise in Großbritannien, wo er als Neunter ins Ziel kam.
Beim Großen Preis von Kanada im Mosport Park schaffte Johnny Servoz-Gavin den einzigen Weltmeisterschaftspunkt, der je mit einem Allrad-Formel-Fahrzeug erzielt wurde. Allerdings kam er mit sechs Runden Rückstand ins Ziel, wobei sich der Wagen in den letzten Runden nach einem Defekt am Frontdifferenzial in langsamer Fahrt um den Kurs schleppte. Nachdem er diese letzten Kilometer nur mit angetriebenen Hinterrädern fuhr, blieb offen, ob der Punkt tatsächlich mit Allradantrieb erreicht wurde. Servoz-Gavin fuhr den Boliden auch noch in den USA und in Mexiko und kam beide Male weit hinter dem Sieger ins Ziel.
Am Ende der Saison sah man auch bei Matra ein, dass Allradsysteme in der Formel 1 nicht die Antriebstechnik der Zukunft darstellten und beendete das Programm.